# José María Pino Suárez 1.ª Sección
José María Pino Suárez 1.ª Sección es una localidad del municipio de Huimanguillo ubicado en la subregión de la Chontalpa del estado mexicano de Tabasco.

## Geografía
La localidad de José María Pino Suárez 1.ª Sección se sitúa en las coordenadas geográficas 17°44′43″N 93°39′08″O / 17.745278, -93.652222, a una elevación de 30 metros sobre el nivel del mar.

## Demografía
Según el Conteo de Población y Vivienda 2020, efectuado por el Instituto Nacional de Estadística y Geografía, la localidad de José María Pino Suárez 1.ª Sección tiene 612 habitantes, de los cuales 305 son del sexo masculino y 307 del sexo femenino. Su tasa de fecundidad es de 2.86 hijos por mujer y tiene 145 viviendas particulares habitadas.
| Gráfica de evolución demográfica de José María Pino Suárez 1.ª Sección entre 1970 y 2020 |
|                                                                                          |
| INEGI.                                                                                   |